# Yiwu
Yiwu (chiń. 义乌; pinyin Yìwū) – miasto na prawach powiatu we wschodnich Chinach, w prowincji Zhejiang, w prefekturze miejskiej Jinhua. Liczba mieszkańców zbliża się obecnie do miliona.
W 1988 roku Yiwu uzyskało status miasta na prawach powiatu. Znajduje się tam największe na świecie centrum dystrybucji drobnych towarów o powierzchni ponad 5 mln m².

## Miasta partnerskie
- Jaworzno,  Polska[3]